# Employer Reputation
Employer Reputation bezeichnet das Ansehen eines Arbeitgebers (bei seinen Stakeholdern in der Öffentlichkeit).

## Employer Reputation vs. Employer Branding
Der Begriff wird häufig synonym zu Employer Branding verwendet. Employer Reputation gilt jedoch eher als weiterführende Rahmung des Employer Branding-Konzepts. Während Employer Branding die Arbeitgebermarke (HR Brand) in der kommunikativen Personalarbeit des Unternehmens als gemachte Marke nach innen und außen positioniert, bezieht sich Employer Reputation auf den „Ruf“ über einen weiteren Zeithorizont hinaus, den das Unternehmen bei seinen Zielgruppen besitzt. Es geht somit um einen wahrgenommenen Zustand bei einem Rezipienten(-kollektiv), während beim Employer Branding von einem aktiven Vorgang des Konstruierens von Seiten des Unternehmens als Produzenten ausgegangen werden kann, was bereits das Verb in der Verlaufsform Branding anzeigt. Der Zeitraum spielt bei diesem auch keine Rolle, da sich die Employer Brand je nach Konjunktur verändern kann – im Gegensatz zur Reputation, die über einen Zeitraum erst in Form von Anerkennung stabil gewachsen sein muss, um mit dem Begriff Reputation belegt werden zu können. Zandan/Lustina differenzieren hierbei wie folgt “a BRAND is the sum of perceptions, held primarly by company’s current and potential customers or clients, about a company’s specific product, service, or line of products or services.” Dagegen steht: “Reputation is the sum of perceptions about a company’s corporate actions held by the public in the areas where the company operates.” Der Bereich Public (Öffentlichkeit) wird heute auch vor allem über die sozialen Medien bestimmt, die auf die Reputation einwirken.

## Semantische Differenzierung
Natürlich lassen sich die Begriffe Employer Branding und Corporate Reputation nicht immer trennscharf voneinander abgrenzen, dennoch lohnt eine abschließende semantische Differenzierung:
| Employer Branding                                   | Employer Reputation                   |
| --------------------------------------------------- | ------------------------------------- |
| vom Unternehmen produziert                          | vom Stakeholder(-kollektiv) rezipiert |
| (künstlich) konstruiert                             | (natürlich) gewachsen                 |
| kurzfristig, schnell wandelbar                      | dauerhaft, langfristig                |
| Imagefunktion („werblich“)                          | Vertrauensfunktion („authentisch“)    |
| zielgruppenspezifisch                               | ganzheitlich                          |
| Strategisch-ökonomische Themen: Karriere, Vergütung | Psychosoziale Themen: Ethik, Kultur   |